# Don Luis y Perla
Don Luis y Perla es el nombre de un comercial televisivo realizado por la agencia de publicidad El Cielo para el Banco de la Provincia de Buenos Aires en 2007, y que es considerado el primer anuncio en televisión emitido en Argentina que presentaba de manera positiva a una persona travesti.

## Sinopsis
El anuncio comienza con una vista de la calle de una localidad de la pampa argentina, en la cual una camioneta se detiene frente a una peluquería; del vehículo desciende Don Luis, quien se acerca hacia la dueña del salón de belleza, una travesti llamada Perla (interpretada por Guillermo "Willy" Lemos), y le pregunta sobre las facilidades que le otorgó el banco para darle el crédito con el que instaló su negocio —como por ejemplo el hecho de que éste le fuera entregado aun cuando en su documento nacional de identidad señala que es hombre— a la vez que le cuenta que él también obtuvo un préstamo con dicha entidad financiera. Posterior a ello Don Luis le pide perdón a Perla y le obsequia una figurita de una bailarina tallada en madera hecha por él mismo. Luego de despedirse, Perla abraza la figurita y en pantalla aparece la frase «Tu vida cambia cuando hay un banco que se animó a cambiar».

## Producción
El comercial formaba parte de una campaña del Banco de la Provincia de Buenos Aires compuesta por dos anuncios: Don Luis y Perla y Fábrica, con los cuales la institución buscaba mostrar una imagen renovada y de cambio pensando en los clientes. Encargado por la agencia de publicidad El Cielo, el anuncio estuvo a cargo de la productora audiovisual LadobleA y la dirección de cine fue de Esteban Sapir, mientras que Carlos Baccetti fue el director de arte, Ramiro Agulla el redactor y la dirección musical estuvo gestionada por La Pirada.

## Reacciones
La presentación del comercial generó comentarios positivos, especialmente de travestis, que se veían reflejadas en la historia de Perla. Lohana Berkins, presidenta de la Asociación por la Lucha de la Identidad Travesti Transexual (Alitt), señaló que le generaba emociones positivas el ver la representación travesti sin estereotipos y en cuanto al aspecto de la construcción de la identidad, a la vez que esperaba que la actitud señalada en el espacio no quedara solamente en una postura comercial y efectivamente el banco tomara una actitud integradora hacia las personas travestis.
El anuncio fue galardonado por el Instituto Nacional contra la Discriminación, la Xenofobia y el Racismo (Inadi) el 6 de diciembre de 2007 con el Premio a las Buenas Prácticas Antidiscriminatorias, destacando que con dicho comercial «el banco se posiciona como una entidad comprometida con los derechos de los ciudadanos, apuntando a sectores sociales tradicionalmente discriminados o ignorados» y reconociendo el anuncio como un ejemplo de publicidad inclusiva.
Don Luis y Perla fue finalista en los premios Lápiz de Platino realizados el 5 de mayo de 2008, en un evento organizado por la Editorial Dossier y que premia a las mejores publicidades de Argentina.